# Euryoryzomys legatus
Euryoryzomys legatus is een zoogdier uit de familie van de Cricetidae. De wetenschappelijke naam van de soort werd voor het eerst geldig gepubliceerd door Thomas in 1925.

## Voorkomen
De soort komt voor om de oostelijke hellingen van de Andes in het midden-zuiden van Bolivia en het noordwesten van Argentinië.